# Louis Otten
Louis „Lou“ Otten (* 5. November 1883 in Rijswijk; † 7. November 1946 in Den Haag) war ein niederländischer Fußballspieler, Arzt und Professor für Medizin. 
Der „zuverlässige linke Verteidiger“ spielte in den 1900er und 1910er Jahren für Quick Den Haag und gehörte der Meistermannschaft von 1908 an. Außerdem bestritt er von 1907 bis 1911 zwölf Länderspiele für die niederländische Nationalmannschaft, vier davon als Mannschaftsführer. 1908 gehörte er zum Team, das bei den Olympischen Spielen in London die Bronzemedaille gewann. 
Otten war promovierter Arzt und Professor für Medizin. Er entdeckte einen Impfstoff gegen die Beulenpest; 1934 erprobte er erstmals die Lebendimpfung auf Java im damaligen Niederländisch-Indien, wo er in Bandung für das Institut Pasteur arbeitete. Während des Zweiten Weltkriegs war er in japanischer Kriegsgefangenschaft.
Seit 1934 war er korrespondierendes Mitglied der Königlich Niederländischen Akademie der Wissenschaften.